# Russell L. Ackoff
 (mai 2013).
Russell Lincoln Ackoff, né le 12 février 1919 et mort le 29 octobre 2009, est un théoricien des organisations américaines. Consultant, et professeur émérite Anheuser-Busch en sciences de gestion à la Wharton School, université de Pennsylvanie, Ackoff a été un pionnier dans le domaine de la recherche opérationnelle, la pensée systémique et des sciences du management.

## Biographie
Russell Ackoff [8] a été un important initiateur de la recherche sur les champs opératoires et est resté un défenseur infatigable d'une vision élargie de ce que pourrait être ces champs. 
Ackoff a été élevé à Philadelphie pendant la Grande Dépression. Il s'est inscrit à l'Université de Pennsylvanie en 1937 et a obtenu un baccalauréat en architecture. Ses études supérieures en philosophie ont été interrompues par la Seconde Guerre mondiale, au cours de laquelle il a servi dans la quatrième division blindée avant de passer à la "Officer Candidate School". Par la suite, Ackoff est retourné à Penn et a repris son étude de la philosophie sous C. West Churchman. Churchman et Ackoff étaient tous les deux partisans de "l'expérimentalisme" du philosophe Edgar A. Singer, Jr., une doctrine consacrée à l'identification de procédure scientifique appropriée.
Dans l'immédiat après-guerre, Churchman et Ackoff ont travaillé à la mise en pratique de l'expérimentalisme en établissant des «instituts de méthode expérimentale». Churchman et Ackoff ont déménagé à la Wayne State University de Détroit en 1947 et, en 1951, au Case Institute of Technology de Cleveland, qui fait maintenant partie de l'Université Case Western Reserve. Là, ils ont associé leur vision philosophique à la nouvelle recherche opérationnelle et ont créé l'un des premiers programmes académiques consacrés à ce sujet. Ackoff a été un des membres fondateurs de la Société de Recherche Opérationnelle d'Amérique (ORSA), et a servi l'organisation en tant que cinquième président. Avec Churchman et son collègue Leonard Arnoff, Ackoff fut aussi l'auteur d' Introduction to Operations Research (1957), le premier manuel du domaine écrit en tant que tel.
En 1964, Ackoff a transféré le département Case Operations Research (COR) à la Wharton School de Penn, où il a fusionné avec un département de statistiques existant. Tout au long de ses travaux en RO, Ackoff a insisté pour travailler sur des problèmes pratiques de gestion et a maintenu des relations continues avec plusieurs clients, dont Anheuser-Busch, avec qui il a collaboré pendant des décennies. Ackoff a résisté au confinement de son travail à une méthodologie particulière, et reste profondément préoccupé par les problèmes d'éthique et de responsabilité sociale. Parce que le CRO était devenue de plus en plus défini par sa méthode mathématique, Ackoff est devenu désillusionné sur le sujet, et s'est tourné vers ce qu'il a appelé la science des systèmes sociaux. Dans les années 1970, il rompait complètement sa relation avec le CRO, déclarant le champ mort.
Tandis qu'Ackoff luttait pour exercer une influence sur la profession américaine, il avait plus de succès à l'étranger, et particulièrement au Royaume-Uni. Au début des années 1960, il a influencé le premier programme de salle d'opération en Grande-Bretagne à l'Université de Lancaster, et maintenu une relation étroite avec les partisans britanniques de la «soft» RO. *
Après avoir pris sa retraite de l'école Wharton en 1986, Ackoff a fondé l'Institut de gestion interactive (INTERACT), à travers lequel il a poursuivi ses activités de conseil et d'enseignement. 
Le travail de sa vie a été largement salué, et il a été honoré comme l'un des vingt-trois membres du Temple de la renommée de la Fédération internationale des sociétés de recherche opérationnelle (IFORS). 
Il est décédé en 2009 à l'âge de quatre-vingt-dix ans.

## Diplômes
- University of Pennsylvania, BA 1940
- University of Pennsylvania, PhD 1947 (Mathematics Genealogy Project)

## Distinctions
- UK's Operation Research Society's Silver Medal 1971
- George E. Kimball Medal 1975
- UK Systems Society Gold Medal 1995
- Institute for Operations Research and the Management Sciences Fellow 2002
- International Federation of Operational Research Societies' Hall of Fame 2005

## Fonctions occupées

### Secteur public
- Operations Research Society of America (ORSA), President 1956
- U. S. Army
- Institute for Interactive Management

### Enseignement
- Case Western Reserve University (Case Institute of Technology)
- University of Pennsylvania
- Wayne State University

## Domaines d'actions

### Méthodologie
- Decision Analysis
- Philosophy of OR/MS
- Systems thinking

### Domaines d'application
- History of OR
- OR/MS Profession/Institutions
- Public Sector OR

## Publications
- Ackoff R. L. (2010) Memories. Triarchy Press: Devon, United Kingdom.
- Ackoff R. L. (1952) Some New Statistical Techniques Applicable to Operations Research. in The Journal of the Operations Research Society of America, 1(1): 10.
- Ackoff R. L. (1954) Statistics in Operations Research and Operations Research in Statistics. McCloskey J. F. & Trefethen F. N., eds. in Operations Research for Management, 117-133. Johns Hopkins University Press: Baltimore.
- Ackoff R. L., Arnoff E. L., & Churchman C. W. (1957) Introduction to Operations Research. John Wiley & Sons: New York.
- Ackoff R. L. (1961) Progress in Operations Research, Volume I. Wiley: New York.
- Ackoff R. L. & Rivett P. (1963) A Manager’s Guide to Operations Research. Wiley: New York.
- Ackoff R. L & Sasieni M. (1968) Fundamentals of Operations Research. John Wiley & Sons: New York.
- Ackoff R. L. (1970) A Concept on Corporate Planning. Wiley-Interscience: New York.
- Ackoff R. L. & Emery F. E. (1972) On Purposeful Systems: An Interdisciplinary Analysis of Individual and Social Behavior as a System of Purposeful Events. Aldine-Atherton: Chicago.
- Ackoff R. L. (1973) Science in the Systems Age: Beyond IE, OR, and MS. in Operations Research Quarterly 21(3), 661-671.
- Ackoff R. L. (1974) The Social Responsibility of Operations Research. in Operations Research Quarterly 25 (3), 361-371.
- Ackoff R. L., Addison H. J., & Bibb S. (2007) Management f-Laws. Triarchy: Devon, United Kingdom.

### Ressources additionnelles
- Memories of Russ Ackoff (2009). OR/MS Today, 36(6). [1]
- The Economist (2009) How to change the System, in praise of the ideas of Russ Ackoff. November 3. [2]
- The Huffington Post (2009) Russel Ackoff, 'Einstein of Problem Solving,' has died. October 31. [3]
- Wilson J. M. (2010) Obituary: Russell L Ackoff Journal of the Operational Research Society 61(3): 713.
- Russell Lincoln Ackoff Systems Thinking Library, c/o Organizational Dynamics Graduate Program, University of Pennsylvania, [Barstow], Director  [4]
- Ackoff, R. (1994) The Difference Between "Continuous Improvement" and "Discontinuous Improvement". The Learning and Legacy of Dr. W. Edwards Deming. Lecture. [5]
- Ackoff, R. (1995) Beyond Continuous Improvement. Video, May 2. College of Business Administration at the University of Cincinnati. Lecture. [6]